# Louis-Charles Sapey
Louis-Charles Sapey (Le Grand-Lemps, 7 maart 1769 - Parijs, 5 mei 1857) was een Frans politicus.

## Biografie
In 1794 studeerde Sapey af aan de École militaire in Parijs. Reeds in 1798 zou hij het leger echter verlaten om directeur te worden van de veerdienst tussen Corsica en het Franse vasteland. In 1800 werd hij secretaris van Lucien Bonaparte, om een jaar later, in 1801, secretaris te worden bij de Franse legatie in Spanje.
Sapey was volksvertegenwoordiger voor het departement Isère van 1802 tot 1808, tijdens de Honderd Dagen, tussen 1819 en 1824 en tussen 1828 en 1848. Hij steunde het regime tijdens het Eerste Franse Keizerrijk, voerde oppositie tegen het regime tijdens de Restauratie en steunde in die periode de Oproep van de 221. Vervolgens steunde hij het regime van de Julimonarchie.
Van 1832 tot 1851 zetelde hij in het Rekenhof.
Op 26 januari 1852 werd Sapey door president Lodewijk Napoleon (die later dat jaar keizer Napoleon III zou worden) benoemd tot senator. Hij zou in de Senaat blijven zetelen tot zijn overlijden in 1857.

## Persoonlijk
Op 27 juli 1821 huwde hij met Angélique-Eulalie Boby, de weduwe van generaal Raymond Penne.